# Liste der Kulturdenkmale in Weinhübel
In der Liste der Kulturdenkmale in Weinhübel sind sämtliche Kulturdenkmale des Görlitzer Ortsteils Weinhübel verzeichnet, die bis September 2024 vom Landesamt für Denkmalpflege Sachsen erfasst wurden (ohne archäologische Kulturdenkmale). Die Anmerkungen sind zu beachten.
Diese Liste ist eine Teilliste der Liste der Kulturdenkmale in Görlitz.

## Liste der Kulturdenkmale in Weinhübel
| Bild                                    | Bezeichnung | Lage                                                                                              | Datierung | Beschreibung | ID       |
| --------------------------------------- | --- | ------------------------------------------------------------------------------------------------- | --- | --- | -------- |
| Direkt Bild zu diesem Denkmal hochladen | Kühlhaus | Am Bahnhof Weinhübel 2 (Karte)                                                                    | 1953–1955 | Mächtiger, mehrgeschossiger Stahlbetonskelettbau mit klassizistischer Fassade mit eingeschossigen Anbauten wie Maschinenhalle oder überdachten Laderampen, einer der imposantesten Industriebauten der Stadt, der DDR-Typenbau gehört zu den letzten vier erhaltenen von ursprünglich 12 baugleichen Exemplaren, industriegeschichtlich und wirtschaftsgeschichtlich von Bedeutung. | 09300716 |
| Direkt Bild zu diesem Denkmal hochladen | Bahnwärterhäuschen | Am Bahnhof Weinhübel 191, südlich des Bahnhofs Posottendorf-Leschwitz (Görlitz-Weinhübel) (Karte) | 1875 | Eisenbahnstrecke Görlitz – Zittau (Neißetalbahn); Typenbau, eingeschossig mit Drempel und kleinem Eingangsvorbau, Fenster mit Segmentbögen, bahngeschichtlich bedeutsam. Angaben zur Strecke siehe Objekt 09302622. | 09303263 |
| Weitere Bilder                          | Bahnhof Weinhübel | Am Bahnhof Weinhübel 902 (Karte)                                                                  | 1875 (Datierung Strecke) | Eisenbahnstrecke Görlitz – Zittau (Neißetalbahn); Bahnhof Görlitz-Weinhübel war vormals Posottendorf-Leschwitz, Putzbau mit Klinkergliederung, eisenbahngeschichtlich von Bedeutung. Gebäude irrtümlich bis April 2009 unter Nummer 901 in der Liste. | 09280133 |
| Direkt Bild zu diesem Denkmal hochladen | Wohnhaus | Am Sande 3 (Karte)                                                                                | Um 1850 | Zeugnis bäuerlicher Lebens- und Wirtschaftsweise, baugeschichtlich von Bedeutung. Im Obergeschoss Fachwerk, verputzt. Zum Teil originale Fenster. | 09281934 |
| Direkt Bild zu diesem Denkmal hochladen | Wohnhaus | Am Sande 10 (Karte)                                                                               | Um 1850 | Baugeschichtlich von Bedeutung | 09281933 |
| Direkt Bild zu diesem Denkmal hochladen | Häusleranwesen | Am Sande 14 (Karte)                                                                               | Bezeichnet mit 1866 | Über Portal Sandsteintafel „Erbauet von Johann Karl Leonhardt 1866“, baugeschichtlich von Bedeutung | 09281921 |
| Direkt Bild zu diesem Denkmal hochladen | Feuerschale des Stadions | Am Wasserwerk, in der Mitte der nordwestlichen Langseite des Stadions (Karte)                     | 1962 | Aus Klinker gemauertes Postament, darauf Feuerschale aus Baustahl, angelehnt an das Postament ist eine eiserne Treppe mit mittlerem Träger, ortsgeschichtlich von Bedeutung. Der Betrieb der Schale erfolgt mit Propangas. Postanschrift: Zittauer Straße 89. | 09303016 |
| Direkt Bild zu diesem Denkmal hochladen | Wohnhaus | Am Wasserwerk 5 (Karte)                                                                           | Um 1880 | Baugeschichtlich von Bedeutung | 09281884 |
| Direkt Bild zu diesem Denkmal hochladen | Wohnhaus mit Einfriedung | Am Wasserwerk 5a (Karte)                                                                          | Um 1910 | Baugeschichtlich von Bedeutung. Putzlisenen, sparsame Ornamentik. Originale Fenster. | 09281883 |
| Direkt Bild zu diesem Denkmal hochladen | Wohnhaus mit Einfriedung | Am Wasserwerk 6 (Karte)                                                                           | Um 1850 | Klinker, Erdgeschoss verputzt, baugeschichtlich von Bedeutung. Originale Haustür und originale Fenster. | 09281882 |
|                                         | Wasserwerk der Stadt Görlitz mit allen historischen Bauten in Ziegel und Klinker, dabei das Verwaltungsgebäude, das große dreiteilige Technikgebäude mit Pumpe, das kleine Technikgebäude mit quadratischem Grundriss im NO und das aus zwei Teilen im Winkel bestehende Nebengebäude                        | Am Wasserwerk 7 (Karte)                                                                           | Ab 1889 (Wasserwerk); um 1900 (Verwaltungsgebäude und Technikgebäude mit Pumpe); bezeichnet mit 1928 (Fabrikgebäude)                                                                                       | Verwaltungsgebäude betont historisierend mit Türmen, Giebeln, Zinnen, baugeschichtlich und technikgeschichtlich von Bedeutung. Das kleine Technikgebäude mit quadratischem Grundriss im Nordosten (bezeichnet mit 1928). Nebengebäude Nummer 7a südlich der Wasserwerkanlage im April 2009 gestrichen. | 09280176 |
|                                         | Gedenkstein Anton Saefkow | Anton-Saefkow-Straße 22, 24, 26 (vor) (Karte)                                                     | Um 1960 | Findling mit Inschrift, diese erinnert an seine Ermordung als Kommunist und Antifaschist, geschichtlicher Wert | 09304056 |
|                                         | Akkordeonspieler, lebensgroße Plastik in stahlbewehrtem Beton | Anton-Saefkow-Straße 22, 24, 26 (vor) (Karte)                                                     | 1963 (bezeichnet mit RE 63) | Bezeichnet mit RE 63, künstlerischer und geschichtlicher Wert | 09304057 |
| Direkt Bild zu diesem Denkmal hochladen | Wohnhaus | Erich-Oppenheimer-Straße 1 (Karte)                                                                | Um 1880 | Baugeschichtlich von Bedeutung. Zwei Seitenrisalite, in der Mitte drei Dachaufbauten. Putzgliederungen. Originale Fenster. | 09281908 |
| Direkt Bild zu diesem Denkmal hochladen | Wohnhaus | Erich-Oppenheimer-Straße 5 (Karte)                                                                | Um 1850 | Zeugnis bäuerlicher Lebens- und Wirtschaftsweise, baugeschichtlich von Bedeutung. Das Objekt ist zwar verändert und ist durch einen Brand stark beschädigt worden, aber die nachfolgenden Maßnahmen sind in Abstimmung mit der unteren Denkmalschutzbehörde, mit Fördermitteln (Altstadtstiftung) und im Sinne einer Rückführung zu denkmalverträglichen (vor letzten DDR-Umbau) Ansichten erfolgt. | 09281936 |
| Direkt Bild zu diesem Denkmal hochladen | Gartenlaube (Kleiner Christoph) | Friedrich-Engels-Straße (Karte)                                                                   | Ab 1932 | Holzbau der Firma Christoph & Unmack (Niesky), rechteckiger Grundriss, die eine Langseite mit weitem, schräg getragenem Dachüberstand, Seltenheit, dazu regional- und baugeschichtlich von Bedeutung | 09307061 |
| Direkt Bild zu diesem Denkmal hochladen | Wohnhaus | Friedrich-Engels-Straße 25 (Karte)                                                                | 1927 | Stahlhaus nach System Braune & Roth Leipzig-Eutritzsch, Typ Norm I, „Sonne“, besondere technische Konstruktion, architekturgeschichtlich von besonderer Bedeutung. Das Haus ist 2012 auf der Reichenbacher Straße 18 abgebaut und hier auf das Gelände einer Gärtnerei umgesetzt worden. | 09280123 |
| Direkt Bild zu diesem Denkmal hochladen | Großhandelsgesellschaft Görlitz; Bürogebäude und Lagerhaus (letzteres zwei große Gebäude im Winkel verbunden) mit Dächern für die Laderampen | Friedrich-Engels-Straße 43 (Karte)                                                                | Um 1960 | Bürohaus als Stahlbetonskelett mit repräsentativem Treppenhaus, Fensterbänder, Brüstungsfelder mit Fliesen verkleidet, architekturgeschichtlich von Bedeutung | 09303105 |
| Direkt Bild zu diesem Denkmal hochladen | Wohnhaus | Johannes-R.-Becher-Straße 7 (Karte)                                                               | Um 1880 | Baugeschichtlich von Bedeutung. Teilweise Klinkerflächen. Originale Fenster. | 09281886 |
| Direkt Bild zu diesem Denkmal hochladen | Wohnhaus in Ecklage, mit Laden | Johannes-R.-Becher-Straße 15 (Karte)                                                              | Um 1890 | Baugeschichtlich und straßenbildprägend von Bedeutung. Eckladen mit originaler Front. Putzornamentik. Zum Teil originale Fenster, originale Haustür. | 09281888 |
| Direkt Bild zu diesem Denkmal hochladen | Pfarrhaus | Kirchstraße 1 (Karte)                                                                             | Um 1820 | Baugeschichtlich und ortsgeschichtlich von Bedeutung. Obergeschoss Fachwerk, Fledermausgaupen, bis April 2009 irrtümlich unter Nummer 7 in der Denkmalliste. Die Nebengebäude im Winkel im östlichen Teil mit Krüppelwalm alt und in 1970er Jahren umgebaut, der nördliche Teil in 1970er Jahren angebaut. | 09280183 |
| Direkt Bild zu diesem Denkmal hochladen | Wohnhaus | Kleine Seidenberger Straße 1 (Karte)                                                              | 1801 Dendro | Gebäude war Teil des Hofes von Gasthof Seidenberger Straße 40, baugeschichtlich von Bedeutung. Obergeschoss Fachwerk verputzt, mit Krüppelwalmdach. | 09302737 |
| Direkt Bild zu diesem Denkmal hochladen | Wohnhaus und Scheune | Kleine Seidenberger Straße 3 (Karte)                                                              | 1. Hälfte 19. Jahrhundert | Gebäude war Teil des Hofes von Gasthof Seidenberger Straße 40, Zeugnis bäuerlicher Lebens- und Wirtschaftsweise, baugeschichtlich und wirtschaftsgeschichtlich von Bedeutung. Scheune im unveränderten Zustand. Wohnhaus verändert, hat aber noch tiefe Keller. | 09280006 |
| Direkt Bild zu diesem Denkmal hochladen | Häusleranwesen | Neusiedlerstraße 4 (Karte)                                                                        | Um 1850 | Gebäude mit Krüppelwalmdach, Zeugnis bäuerlicher Lebens- und Wirtschaftsweise, baugeschichtlich von Bedeutung | 09281916 |
| Direkt Bild zu diesem Denkmal hochladen | Wohnhaus | Neusiedlerstraße 6 (Karte)                                                                        | Um 1880 | Baugeschichtlich von Bedeutung. Mittelrisalit mit Dreiecksgiebel. Originale Fenster. | 09281917 |
| Direkt Bild zu diesem Denkmal hochladen | Wohnhaus mit Anbau | Neusiedlerstraße 8 (Karte)                                                                        | Um 1850 | Letzterer Klinker mit Fachwerk, enthält Stallungen und Heuboden, baugeschichtlich von Bedeutung. Wohnhaus zum Teil mit neuen Fenstern. | 09281918 |
| Direkt Bild zu diesem Denkmal hochladen | Häusleranwesen | Neusiedlerstraße 10 (Karte)                                                                       | Um 1870 | Eingeschossig mit Scheunenteil und kleinem Anbau nach Süden, Zeugnis bäuerlicher Lebens- und Wirtschaftsweise, baugeschichtlich von Bedeutung | 09281919 |
| Direkt Bild zu diesem Denkmal hochladen | Gasthof Zur Landeskrone mit Gasthaus (Zittauer Straße 189) sowie Scheune, Seitengebäude, Hofmauer und Einfahrtspfosten (Posottendorfer Straße 2) | Posottendorfer Straße 2 (Hauptanschrift: Zittauer Straße 189) (Karte)                             | Um 1800 (Gasthaus); 1855 (Seitengebäude); 1859 (Scheune) | Scheune mit großen dekorativen Lüftungsschlitzen am zur Straße blickenden Giebel, hier nach Osten vermauerte Tore, deutet auf Remisen und Ställe einer Ausspanne, baugeschichtlich und ortsgeschichtlich von Bedeutung. Gasthaus Walmdach, im Inneren verändert. Scheune und Seitengebäude als zwei im Winkel aneinandergebaute Gebäude, große Tore, kleine originale Fenster, Taubenausflug auf Dach. Inschriftliche Bezeichnungen 1855 (Seitengebäude) und 1859 „erbaut von C.Ed. Möbius“ (Scheune). Bis April 2009 waren Seitengebäude und Scheune irrtümlich unter Zittauer Straße 189 in der Denkmalliste, heute Anschrift Posottendorfer Straße 2. | 09281923 |
| Direkt Bild zu diesem Denkmal hochladen | Wohnhaus, Scheune und Seitengebäude eines Dreiseithofes | Posottendorfer Straße 13 (Karte)                                                                  | Um 1800 | Zeugnis bäuerlicher Lebens- und Wirtschaftsweise, baugeschichtlich von Bedeutung. Wohnhaus wahrscheinlich im 1. Obergeschoss Fachwerk, verputzt. | 09281922 |
| Direkt Bild zu diesem Denkmal hochladen | Wohnhaus, Scheune mit Umsiedlerwohnung und Einfahrtspfeiler eines ehemals dreiseitigen Bauernhofs | Posottendorfer Straße 24, 26, 28 (Karte)                                                          | 1. Hälfte 19. Jahrhundert | Zeugnis bäuerlicher Lebens- und Wirtschaftsweise, baugeschichtlich von Bedeutung. laut ALK-Daten Scheune Nummer 24 und 26, Wohnhaus Nummer 28, beide Gebäude mit Krüppelwalmen. | 09280184 |
|                                         | Brückenwiderlager der 1945 gesprengten Brücke der Straße nach Posottendorf und Stützmauern der Straße | Seidenberger Straße (Karte)                                                                       | 1883 (Brückenwiderlager); um 1900 (Stützmauer) | Teils regelmäßige Granitquader, baugeschichtlich und verkehrsgeschichtlich von Bedeutung | 09303977 |
|                                         | Dorfanger mit Wiese, Baumreihen, Solitärbäumen und der Friedenseiche mit Gedenktafel aus Anlass des 25-jährigen Jubiläums des Deutsch-Französischen Krieges, dazu die Milchrampe und die Steindeckerbrücke der verlängerten Posottendorfer Straße                                                            | Seidenberger Straße (Karte)                                                                       | 18./19. Jahrhundert (Dorfanlage); 1896 (Friedenseiche und Gedenktafel) | Landschaftsgestaltend von Bedeutung. | 09282543 |
| Weitere Bilder                          | Auferstehungskirche und Kirchhof Weinhübel (Sachgesamtheit) | Seidenberger Straße (Karte)                                                                       | Bezeichnet mit 1768 (Kirche); 19. Jahrhundert (Grabanlage Fam. Demisch); 17./19. Jahrhundert (neun Grabmale an der Kirchenwand); 1604 (Grabmal an der nördlichen Kirchenwand); nach 1832 (Grabmal Anspach) | Baugeschichtlich und ortsgeschichtlich von Bedeutung. Bis April 2009 irrtümlich unter Nummer 1 in der Denkmalliste. | 09302666 |
| Weitere Bilder                          | Kirche (Einzeldenkmal zu ID-Nr. 09302666) | Seidenberger Straße (Karte)                                                                       | Bezeichnet mit 1768 | Baugeschichtlich und ortsgeschichtlich von Bedeutung. Evangelische Auferstehungskirche. Schlichte einschiffige Anlage, der eingezogene Chor mit 5/8-Schluss. Ersterwähnung 1337, der heutige Bau etwa Mitte 15. Jahrhundert. Restaurierung um 1960 und 1984–86. Verputzter Feldsteinbau mit steilem Satteldach, über dem Westgiebel hoher Dachreiter. Chor mit Sterngewölbe, das Schiff annähernd quadratisch, das Tonnengewölbe mit Stichkappen und aufgelegten Netzrippen. Zweigeschossige Emporen an der Nord- und Westseite, eingeschossig an der Südseite, 17. und 18. Jahrhundert. An der Chornordseite Logenprospekt um 1800. Altar von Jacob Riese, datiert 1683–93, reich geschnitzt, jedoch von bäuerlicher Wirkung. In der Predella Abendmahl, im Hauptfeld gemalte Kreuzigung, im Auszug Relief mit Grablegung Christi, als Abschluß Christus und Putten. Holzkanzel, 2. Viertel 18. Jahrhundert, am Kanzelkorb Allegorie des Glaubens und Putten. Aus der gleichen Zeit Taufengel im Chor. Bis April 2009 irrtümlich unter Kirchstraße 1 in der Denkmalliste. | 09280182 |
| Direkt Bild zu diesem Denkmal hochladen | Aufbahrungshäuschen (Einzeldenkmal zu ID-Nr. 09302666) | Seidenberger Straße (Karte)                                                                       | | Einzeldenkmal der Sachgesamtheit Dorfkirche mit Kirchhof und Kirchhofserweiterung zum Friedhof; baugeschichtlich und ortsgeschichtlich von Bedeutung | 09280182 |
| Direkt Bild zu diesem Denkmal hochladen | 11 Grabmale (Einzeldenkmal zu ID-Nr. 09302666) | Seidenberger Straße (Karte)                                                                       | 17./19. Jahrhundert (neun Grabmale an der Kirchenwand); 1604 (Grabmal an der nördlichen Kirchenwand); nach 1832 (Grabmal Anspach)                                                                          | Einzeldenkmal der Sachgesamtheit Dorfkirche mit Kirchhof und Kirchhofserweiterung zum Friedhof; baugeschichtlich und ortsgeschichtlich von Bedeutung. Grabmale: 1. Grabmal Johann Wilhelm Anspach (1782–1830), Essigfabrikant 2. Grabmal an der nördlichen Kirchenwand mit Relief eines Mannes mit Kelch, 1604 Neun Grabmale an der südlichen Kirchenwand: 3. Grabmal Hans Wilhelm Fried. Raschke (1706–1761) 4. Salomo Friedr. Lingke (1745–1808) und Eva Rosina Lingke (1750–1808) 5. Siegismund Menzel (1800–1886) 6. Christian Ferdinand Haicke (1800–1864), Pfarrer 7. Emilie Ernestine Caroline Haicke (1817–1853) 8. Joh. Friedrich Thiem (?) (1705–1766) 9. Johanna Christina Haicke (1772-?) 10. August Traugott Leberecht Haicke (1765–1847), Pfarrer 11. Johanne Auguste Thiemann (?) (1812–1851) | 09280182 |
| Direkt Bild zu diesem Denkmal hochladen | Grabanlage der Familie Demisch (Einzeldenkmal zu ID-Nr. 09302666) | Seidenberger Straße (Karte)                                                                       | 19. Jahrhundert | Einzeldenkmal der Sachgesamtheit Dorfkirche mit Kirchhof und Kirchhofserweiterung zum Friedhof; baugeschichtlich und ortsgeschichtlich von Bedeutung. Grabanlage der Rittergutsfamilie Demisch (19. Jahrhundert) mit Einfriedungszaun. | 09280182 |
| Direkt Bild zu diesem Denkmal hochladen | Grabeinfriedungen an der östlichen Kirchhofswand (Einzeldenkmal zu ID-Nr. 09302666) | Seidenberger Straße (Karte)                                                                       | | Einzeldenkmal der Sachgesamtheit Dorfkirche mit Kirchhof und Kirchhofserweiterung zum Friedhof; baugeschichtlich und ortsgeschichtlich von Bedeutung | 09280182 |
|                                         | Einfriedungsmauer mit Tor und Torbaum (Einzeldenkmal zu ID-Nr. 09302666) | Seidenberger Straße (Karte)                                                                       | | Einzeldenkmal der Sachgesamtheit Dorfkirche mit Kirchhof und Kirchhofserweiterung zum Friedhof; baugeschichtlich und ortsgeschichtlich von Bedeutung | 09280182 |
| Direkt Bild zu diesem Denkmal hochladen | Wohnhaus in Ecklage, mit seitlichem Anbau einer Bäckerei | Seidenberger Straße 1 (Karte)                                                                     | Um 1890 | Baugeschichtlich von Bedeutung. Klinkerbau, Anbau ebenfalls Klinker. Ecken verputzt und mit Nutungen versehen. | 09281897 |
|                                         | Wohnhaus | Seidenberger Straße 4 (Karte)                                                                     | Um 1880 | Klinkerfassade, baugeschichtlich von Bedeutung, Obergeschoss Klinker | 09281900 |
|                                         | Wohnhaus | Seidenberger Straße 5 (Karte)                                                                     | Um 1880 | Baugeschichtlich von Bedeutung. Verschiedene Putzgliederungen, kleine bekrönte Dachausbauten. | 09281902 |
| Direkt Bild zu diesem Denkmal hochladen | Wohnhaus | Seidenberger Straße 8 (Karte)                                                                     | Um 1820 | Zeugnis bäuerlicher Lebensweise, baugeschichtlich von Bedeutung | 09281903 |
| Direkt Bild zu diesem Denkmal hochladen | Wohnhaus mit Einfriedung | Seidenberger Straße 9 (Karte)                                                                     | Um 1910 | Baugeschichtlich von Bedeutung. Anklänge an den Heimatstil. Gebrochenes Dach. | 09281904 |
| Direkt Bild zu diesem Denkmal hochladen | Bauernhof mit zwei Wohnstallhäusern | Seidenberger Straße 10, 11 (Karte)                                                                | 18. Jahrhundert (Nr. 10); um 1850 (Nr. 11) | Nummer 10 einst Gasthof Kronprinz mit Saal über die hinteren zwei Drittel, hier Umsiedlerwohnungen in zwei Etagen eingebaut, im Erdgeschoss alte Gewölbe, baugeschichtlich von Bedeutung. Scheune im hinteren Grundstück kein Denkmal, Abriss 2009. | 09280113 |
| Direkt Bild zu diesem Denkmal hochladen | Wohnhaus mit Fachwerk | Seidenberger Straße 12 (Karte)                                                                    | Um 1850 | Fachwerkbauweise, Zeugnis bäuerlicher Lebens- und Wirtschaftsweise, am Anger des alten Leschwitz, baugeschichtlich von Bedeutung. Bau klein und schlicht. Kehlbalkendach aus der Bauzeit, diese wird von der unteren Denkmalschutzbehörde als um 1813 angenommen. | 09280112 |
| Direkt Bild zu diesem Denkmal hochladen | Wohnstallhaus mit abgewinkeltem Anbau | Seidenberger Straße 13 (Karte)                                                                    | Um 1815 | Baugeschichtlich von Bedeutung. Obergeschoss Fachwerk. Nach dem Brand von 1813 neu errichtet. | 09280111 |
|                                         | Wohnhaus mit Einfriedung | Seidenberger Straße 14 (Karte)                                                                    | Um 1890 | Baugeschichtlich von Bedeutung. Wohnhaus mit Villenanspruch, Putzbau. | 09280109 |
| Direkt Bild zu diesem Denkmal hochladen | Wohnstallhaus und östliches Nebengebäude | Seidenberger Straße 15 (Karte)                                                                    | Um 1815 | Wohnstallhaus mit offener Laube im Fachwerkobergeschoss, nicht auskragend, am Anger des alten Leschwitz, Zeugnis bäuerlicher Lebens- und Wirtschaftsweise, baugeschichtlich von Bedeutung. Die Weinhübler Häuser auf dieser Seite der Seidenberger Straße brannten 1813 ab und wurden danach neu aufgebaut. Das Nebengebäude war eingefallen und ist ein Neuaufbau 2009 unter Verwendung einiger alter Hölzer. | 09280108 |
| Direkt Bild zu diesem Denkmal hochladen | Wohnhaus und angebaute Scheune eines Bauernhofes | Seidenberger Straße 19 (Karte)                                                                    | Um 1815 | Baugeschichtlich und wirtschaftsgeschichtlich von Bedeutung. Wohnhaus (Nummer 19) Obergeschoss Fachwerk. Scheune nach hinten angebaut. Zum Hof gehörendes Wohnhaus Nummer 18 ist zu stark umgebaut, kein Denkmal. Gebäude Nummer 19a und 19b heute zwei Wohneinheiten, sehr stark umgebaut, kein Denkmal. | 09280105 |
| Direkt Bild zu diesem Denkmal hochladen | Wohnhaus, Seitengebäude, Scheune und Auszugshaus eines Dreiseithofes, mit Eisenzaun als Rest der originalen Einfriedung | Seidenberger Straße 20 (Karte)                                                                    | Bezeichnet mit 1814 | Beide Wohnhäuser im Obergeschoss Fachwerk, beim nördlichen verputzt, die hinten quer gelegene Scheune Klinker, baugeschichtlich und wirtschaftsgeschichtlich von Bedeutung. Am nördlichen Wohnhaus Inschrift 1814. | 09280010 |
| Direkt Bild zu diesem Denkmal hochladen | Wohnhaus mit hölzernem Vorbau und originalem Einfriedungsgitter | Seidenberger Straße 21 (Karte)                                                                    | Um 1820 | Baugeschichtlich von Bedeutung | 09281931 |
| Direkt Bild zu diesem Denkmal hochladen | Wohnhaus | Seidenberger Straße 22 (Karte)                                                                    | Um 1850 | Baugeschichtlich von Bedeutung | 09281930 |
| Direkt Bild zu diesem Denkmal hochladen | Wohnhaus mit Fachwerk-Obergeschoss | Seidenberger Straße 23 (Karte)                                                                    | Um 1850 | Obergeschoss Fachwerk, baugeschichtlich von Bedeutung | 09281929 |
| Direkt Bild zu diesem Denkmal hochladen | Wohnhaus und Seitengebäude | Seidenberger Straße 24 (Karte)                                                                    | Um 1850 | Wohnhaus Obergeschoss Fachwerk, baugeschichtlich von Bedeutung | 09281928 |
| Direkt Bild zu diesem Denkmal hochladen | Wohnhaus mit angebauter Scheune | Seidenberger Straße 25 (Karte)                                                                    | Um 1850 | Baugeschichtlich von Bedeutung | 09281927 |
|                                         | Schule | Seidenberger Straße 26 (Karte)                                                                    | Um 1880 | Gebäude mit Mittelportal und vier Klassenzimmern, kleiner Hecht, ortsgeschichtlich von Bedeutung | 09281926 |
| Direkt Bild zu diesem Denkmal hochladen | Tuchfabrik Hossner und KZ Leschwitz; Volltuchfabrik mit bestehenden Gebäuden: Wohnhaus, Färberei (Nr. 30), Fabrikgebäude mit Kraftraum und ein Nebengebäude (Nr. 29), der Mühlgraben mit beidseitigen Natursteinmauern, als Rest des Schützen die befestigte Sohle, in der Neiße das Überfallwehr aus Granit | Seidenberger Straße 29, 30 (Karte)                                                                | 2. Hälfte 19. Jahrhundert | Fabrik hervorgegangen aus einer Mühle, auch als Schmidtmühle bezeichnet, KZ von März 1933 bis 30. August 1933, Gebäude Putzbauten mit Klinkerarchitekturelementen, baugeschichtlich, ortsgeschichtlich und technikgeschichtlich von Bedeutung. von Nordosten nach Südwesten das Wohnhaus, die angebaute Färberei (Nummer 30), nach einer durch Abbruch entstandenen Lücke (hier ehemals u. a. Websaal), Fabrikgebäude mit Kraftraum und ein Nebengebäude (Nummer 29), dazu der einstige Mühlgraben und Reste des Wehrs. Bis 1850 Mühle, danach Neubau der Textilfabrik, nach Angaben von Herrn Berthold wurde das KZ aufgelöst, nachdem die großen KZs fertiggestellt waren. Begründet von der Görlitzer SA, stand unter SA-Standarte 19. Unmittelbar neben der Fabrik befand sich die Straßenbrücke nach Posottendorf, heute nur die Auflager vorhanden. | 09280103 |
| Direkt Bild zu diesem Denkmal hochladen | Wohnhaus | Seidenberger Straße 33 (Karte)                                                                    | Um 1860 | Mit Mittelrisalit, Mittelgiebel und Drempel, anspruchsvolle Putzgliederungen, baugeschichtlich von Bedeutung | 09280104 |
| Direkt Bild zu diesem Denkmal hochladen | Wohnhaus | Seidenberger Straße 35 (Karte)                                                                    | Um 1820 | Obergeschoss an der Straßenseite Fachwerk, baugeschichtlich von Bedeutung. Beide Giebel aus Ziegel. | 09281925 |
| Direkt Bild zu diesem Denkmal hochladen | Einfriedungsmauer des Rittergutes Leschwitz | Seidenberger Straße 35a (Karte)                                                                   | 18. Jahrhundert | Bruchstein, straßenbildprägend von Bedeutung. Alle Bauten sind neue Fabrikbauten, keine Denkmale. | 09284995 |
| Direkt Bild zu diesem Denkmal hochladen | Wohnhaus eines Bauernhofes | Seidenberger Straße 37 (Karte)                                                                    | Um 1850 | Baugeschichtlich von Bedeutung | 09280009 |
| Direkt Bild zu diesem Denkmal hochladen | Wohnstallhaus | Seidenberger Straße 38 (Karte)                                                                    | Um 1850 | Repräsentativ mit Mittelgiebel, baugeschichtlich von Bedeutung | 09280110 |
| Direkt Bild zu diesem Denkmal hochladen | Wohnhaus eines Bauernhofes | Seidenberger Straße 39 (Karte)                                                                    | Um 1850 | Baugeschichtlich von Bedeutung | 09281907 |
| Direkt Bild zu diesem Denkmal hochladen | Dorfgasthof mit Saal und Gedenktafel für die Opfer des Faschismus (Etablissement Zur Brauerei; Café Roland; Kulturhaus Weinhübel) | Seidenberger Straße 40 (Karte)                                                                    | 3. Viertel 19. Jahrhundert | Zum Bau gehörte der gesamte Hof dahinter mit der Kleinen Seidenberger Straße 1 und 3 und zugehörigen Scheunen, also das gesamte Flurstück 430 und 431, baugeschichtlich und ortsgeschichtlich von Bedeutung. Durch Herrn Rehse Regierungspräsidium Dresden 2007 gestrichen. | 09280008 |
| Direkt Bild zu diesem Denkmal hochladen | Wohnhaus mit Einfriedung | Seidenberger Straße 41 (Karte)                                                                    | Um 1860 | Baugeschichtlich von Bedeutung. Möglicherweise gehörte zum Anwesen noch ein dahinterliegender Park. Filigrane Bauornamentik, Kompositkapitelle auf den Pilastern. Mittelrisalit mit Attika. | 09281905 |
| Direkt Bild zu diesem Denkmal hochladen | Wohnhaus, ländlich, und Schuppen | Seidenberger Straße 45a (Karte)                                                                   | Um 1830 | Baugeschichtlich von Bedeutung. Zum Teil originale Fenster. | 09281901 |
| Direkt Bild zu diesem Denkmal hochladen | Wohnhaus, ländlich | Seidenberger Straße 47 (Karte)                                                                    | Um 1820 | Ländlich, baugeschichtlich von Bedeutung, Obergeschoss Fachwerk | 09281898 |
| Direkt Bild zu diesem Denkmal hochladen | Wohnhaus, ländlich | Seidenberger Straße 48 (Karte)                                                                    | Um 1800 | Auf einem Grundstück mit Zittauer Straße 151, baugeschichtlich von Bedeutung | 09277316 |
| Direkt Bild zu diesem Denkmal hochladen | Wohnhaus | Wiesenstraße 1 (Karte)                                                                            | Um 1885 | Baugeschichtlich von Bedeutung. Verschiedene Putzprofile. | 09281885 |
| Direkt Bild zu diesem Denkmal hochladen | Zeltgarten; Gasthaus mit Anbau | Zittauer Straße 101 (Karte)                                                                       | Um 1900 | Ortsgeschichtlich und straßenbildprägend von Bedeutung. Die dahinter stehenden Nebengebäude sind erhalten, jedoch nicht denkmalwürdig. Das gleiche trifft auf die hölzerne Kolonnade entlang der Straße zu. | 09280185 |
| Direkt Bild zu diesem Denkmal hochladen | Wohnhaus | Zittauer Straße 115 (Karte)                                                                       | Um 1890 | Baugeschichtlich von Bedeutung. Teilweise Klinkerflächen. Originale Fenster und Haustür. Schönes Treppenhausfenster mit verschiedenem Glas. | 09281887 |
| Direkt Bild zu diesem Denkmal hochladen | Ländliches Wohnhaus und Fabrikgebäude | Zittauer Straße 130 (Karte)                                                                       | Um 1860 (Bauernhaus); um 1910 (Fabrikanlagenteil) | Baugeschichtlich von Bedeutung. Bauernhaus schon recht verbaut. Fabrik ehemals Fischverarbeitung. Gestaltung mit verschiedenen Putzgliederungen. | 09281890 |
| Direkt Bild zu diesem Denkmal hochladen | Ländliches Wohnhaus | Zittauer Straße 133 (Karte)                                                                       | Um 1860 | Baugeschichtlich von Bedeutung. Erdgeschossfenster mit Segmentbögen. Giebelfenster rundbogig. | 09281891 |
| Direkt Bild zu diesem Denkmal hochladen | Wohnhaus | Zittauer Straße 139 (Karte)                                                                       | Um 1870 | Baugeschichtlich von Bedeutung. Mittelrisalit mit Attikaaufsatz. Kleines Gitter von Eingangstür zur Straße. | 09281893 |
| Direkt Bild zu diesem Denkmal hochladen | Wohnhaus | Zittauer Straße 140 (Karte)                                                                       | Um 1880 | Klein mit reicher Putzgliederung, baugeschichtlich von Bedeutung. Zahlreiche Putznutungen und Profile. Originale Fenster. | 09281892 |
| Direkt Bild zu diesem Denkmal hochladen | Wohnhaus mit Laden in Ecklage | Zittauer Straße 151 (Karte)                                                                       | Um 1895 | Baugeschichtlich und straßenbildprägend von Bedeutung. Eckladen mit originalen Ladenfenstern. Sparsame Putzgestaltung. | 09281896 |
| Direkt Bild zu diesem Denkmal hochladen | Wohnhaus | Zittauer Straße 158 (Karte)                                                                       | Um 1880 | Baugeschichtlich von Bedeutung. Klinkerbau mit Putzgliederungen. Mittelrisalit mit Giebelaufsatz. | 09281910 |
| Direkt Bild zu diesem Denkmal hochladen | Wohnhaus | Zittauer Straße 160 (Karte)                                                                       | Um 1870 | Mit Mittelrisalit, wahrscheinlich ehemals Bäckerei, baugeschichtlich von Bedeutung. Mittelrisalit mit Giebel. Wirtschaftsanbau und Schornstein Klinker. | 09281911 |
| Direkt Bild zu diesem Denkmal hochladen | Bauernhof mit Wohnhaus, drei Seitengebäuden sowie Resten der Hofmauer mit Torpfosten aus Klinker | Zittauer Straße 166 (Karte)                                                                       | Um 1900 (Villa); um 1850 (Seitengebäude) | Seitengebäude mit Stallungen und Scheunen, baugeschichtlich und wirtschaftsgeschichtlich von Bedeutung | 09281915 |
| Direkt Bild zu diesem Denkmal hochladen | Wohnhaus | Zittauer Straße 167 (Karte)                                                                       | Um 1880 | Mit Mittelrisalit, baugeschichtlich von Bedeutung | 09281912 |
| Direkt Bild zu diesem Denkmal hochladen | Wohnhaus in Ecklage | Zittauer Straße 169 (Karte)                                                                       | Um 1880 | Klinker mit Putzgliederungen, Mittelrisalit mit Giebel, baugeschichtlich von Bedeutung | 09281913 |
| Direkt Bild zu diesem Denkmal hochladen | Wohnhaus in Ecklage | Zittauer Straße 171 (Karte)                                                                       | Um 1880 | Hier Turmmotiv, baugeschichtlich von Bedeutung. Verschieferter Dreiecksgiebel zur Straße. | 09281914 |
| Direkt Bild zu diesem Denkmal hochladen | Gasthof Zur Landeskrone mit Gasthaus (Zittauer Straße 189) sowie Scheune, Seitengebäude, Hofmauer und Einfahrtspfosten (Posottendorfer Straße 2) | Zittauer Straße 189 (Karte)                                                                       | Um 1800 (Gasthaus); 1855 (Seitengebäude); 1859 (Scheune) | Scheune mit großen dekorativen Lüftungsschlitzen am zur Straße blickenden Giebel, hier nach Osten vermauerte Tore, deutet auf Remisen und Ställe einer Ausspanne, baugeschichtlich und ortsgeschichtlich von Bedeutung. Gasthaus Walmdach, im Inneren verändert. Scheune und Seitengebäude als zwei im Winkel aneinandergebaute Gebäude, große Tore, kleine originale Fenster, Taubenausflug auf Dach. Inschriftliche Bezeichnungen 1855 (Seitengebäude) und 1859 „erbaut von C.Ed. Möbius“ (Scheune). Bis April 2009 waren Seitengebäude und Scheune irrtümlich unter Zittauer Straße 189 in der Denkmalliste, heute Anschrift Posottendorfer Straße 2. | 09281923 |

## Ehemaliges Denkmal
| Bild                                    | Bezeichnung | Lage                        | Datierung | Beschreibung | ID       |
| --------------------------------------- | ----------- | --------------------------- | --------- | --- | -------- |
| Direkt Bild zu diesem Denkmal hochladen | Wohnhaus    | Zittauer Straße 144 (Karte) | Um 1870   | Eingeschossig mit hochgezogenem Dachaufbau an der vorderen Traufseite, baugeschichtlich von Bedeutung. Verschiedene Putzgestaltungen. Zwischen 2017 und 2024 aus der Denkmalliste gestrichen. | 09281894 |

## Tabellenlegende
- Bild: Bild des Kulturdenkmals, ggf. zusätzlich mit einem Link zu weiteren Fotos des Kulturdenkmals im Medienarchiv Wikimedia Commons. Wenn man auf das Kamerasymbol klickt, können Fotos zu Kulturdenkmalen aus dieser Liste hochgeladen werden:
- Bezeichnung: Denkmalgeschützte Objekte und ggf. Bauwerksname des Kulturdenkmals
- Lage: Straßenname und Hausnummer oder Flurstücknummer des Kulturdenkmals. Die Grundsortierung der Liste erfolgt nach dieser Adresse. Der Link (Karte) führt zu verschiedenen Kartendiensten mit der Position des Kulturdenkmals. Fehlt dieser Link, wurden die Koordinaten noch nicht eingetragen. Sind diese bekannt, können sie über ein Tool mit einer Kartenansicht einfach nachgetragen werden. In dieser Kartenansicht sind Kulturdenkmale ohne Koordinaten mit einem roten bzw. orangen Marker dargestellt und können durch Verschieben auf die richtige Position in der Karte mit Koordinaten versehen werden. Kulturdenkmale ohne Bild sind an einem blauen bzw. roten Marker erkennbar.
- Datierung: Baubeginn, Fertigstellung, Datum der Erstnennung oder grobe zeitliche Einordnung entsprechend des Eintrags in der sächsischen Denkmaldatenbank
- Beschreibung: Kurzcharakteristik des Kulturdenkmals entsprechend des Eintrags in der sächsischen Denkmaldatenbank, ggf. ergänzt durch die dort nur selten veröffentlichten Erfassungstexte oder zusätzliche Informationen
- ID: Vom Landesamt für Denkmalpflege Sachsen vergebene, das Kulturdenkmal eindeutig identifizierende Objekt-Nummer. Der Link führt zum PDF-Denkmaldokument des Landesamtes für Denkmalpflege Sachsen. Bei ehemaligen Kulturdenkmalen können die Objektnummern unbekannt sein und deshalb fehlen bzw. die Links von aus der Datenbank entfernten Objektnummern ins Leere führen. Ein ggf. vorhandenes Icon  führt zu den Angaben des Kulturdenkmals bei Wikidata.

## Ausführliche Denkmaltexte
1. ↑  Etagenkühlhaus (Typenbau, sog. „Standard-Kühlhaus“): mächtiger, mehrgeschossiger Stahlbetonskelettbau (im Inneren sogenannte Pilzdecken) mit klassizistischer Fassade, abgesehen von schmalen Fensteröffnungen im Mezzaningeschoss fast fensterlos und lediglich durch Lisenen optisch gegliedert, direkt an den Kernbau anschließende eingeschossige Anbauten: u. a. Maschinenhalle (zur Unterbringung der Kältemaschinen – Einsatz von Kaltsoleerzeugern, Kältemittel Ammoniak) und Laderampenüberdachungen, 1956 errichtet im Auftrag des Ministeriums für Lebensmittelindustrie (als solches 1953–1958 existent), Bauausführung: Bau-Union Süd, Dresden, und VEB Maschinenfabrik Halle (Kältetechnik), vermutlich seit der Wende Stilllegung und Leerstand, seit 2008 fortschreitende Sanierung/Nachnutzung (Teilnutzung) durch den gemeinnützigen Verein Kühlhaus Görlitz e. V.

Die ersten fünf Standard-Kühlhäuser wurden 1953/54 in Berlin, Chemnitz, Dresden, Gera und Halle-Trotha von dem VEB Erste Maschinenfabrik Karl-Marx-Stadt, ehemals Maschinenfabrik C. G. Haubold, ausgeführt. Den Auftrag für die Entwicklung dieses Typenbaus gab das Ministerium für Lebensmittelindustrie, die Projektierung erfolgte durch die Zwickauer Firma Hans Köhler Kältetechnische Anlagen (später VEB Industriekühlung Zwickau). Weitere sieben Kühllagerhäuser dieser Bauart errichtete der VEB Maschinenfabrik Halle 1956 in Görlitz, Leipzig, Brandenburg, Dessau, Neustrelitz, Prenzlau und Stralsund (die Kälteabteilung des VEB Erste Maschinenfabrik Karl-Marx-Stadt wurde zuvor nach Halle verlegt). Mit den Neubauten wurde versucht, der nach der Teilzerstörung der bisherigen Kühl- und Gefrierlagerkapazitäten im Zweiten Weltkrieg auftretende Versorgungslücke zu begegnen. Auch wurden „Staatsreserven“ in diesen zentralen Kühlhäusern angelegt, die im Krisenfall Lieferengpässe abfangen sollten. Spätere Kühlhäuser (sowie nachträgliche bauliche Erweiterungen der bestehenden Kühlhäuser) aus den 1960er-Jahren wurden schließlich nicht mehr als Geschoss-, sondern als Flachbauten ausgeführt, so dass der Mehraufwand für die Aus- und Einlagerung mittels leistungsstarker Aufzugsanlagen entfiel.

Erhalten haben sich in Sachsen neben dem vorliegenden Görlitzer Kühlhaus von 1956 die beiden DDR-Standard-Kühlhäuser der ersten Generation in Chemnitz (als Denkmal erfasst – Objekt 09304593, aber  leerstehend, mit starken Brandschäden und teils ruinös, damit Erhalt stark gefährdet) und Dresden (Messering 20, bisher nicht als Denkmal erfasst, derzeit eine Niederlassung der Deutsche See GmbH beherbergend, innerer Erhaltungs- bzw. Überlieferungszustand unbekannt) von 1953/54. Ein weiteres der ersten Generation befindet sich in Gera (1953/54 im Auftrag des damaligen VE Kühlbetriebs Gera nach Plänen des Entwurfsbüros für Industriebauten Berlin entstanden, ebenfalls als technisches Denkmal erfasst). Das in Leipzig befindliche Kühlhaus wurde 2008 abgebrochen (vgl. 09263805). Die Bedeutung der Kühllagerhäuser als zentrale Anlagen der massenmäßigen Nahrungsmittelversorgung lässt sich einerseits an der Größe und Gestaltung der jeweiligen Anlage ablesen, andererseits aber auch durch die Existenz mehrerer derartiger Kühlhäuser belegen. Dass Typenbauten zum Einsatz kamen, dokumentiert auch den zentralistischen Ansatz bei Planung und Ausführung der Nahrungsmittelversorgung in der DDR-Zeit – sämtliche Kühlhäuser waren zu dieser Zeit im Kombinat Kühl- und Lagerwirtschaft zusammengefasst und wurden von neun Kühlbetrieben verwaltet.
2. ↑  Beschreibung des Gartendenkmals (Ragnhild Kober, 11. September 2008 und 18. Dezember 2008):
  - Dorfanger: von Nord nach Süd sich erstreckender Dorfanger zwischen der Straße Am Sande und der Seidenberger Straße mit einer Platzfläche im Norden und einer langgestreckten leicht ausgemuldeten Wiesenfläche, die im Süden durch die Possendorfer Straße gequert wird
  - Gehölze: am Nordende zwei Eiben, im Nordbereich an der Ostseite eine Baumreihe (zwei Linden und eine Nachpflanzung), im Mittelbereich an der Ost-Seite des Angers eine Reihe junger Zieräpfel und eine langgestreckte Baumreihe (Eschen), im Südbereich an der Ostseite eine Baumreihe (Eschen), im Nordbereich ein Solitärbaum im Westen des Platzes (Eiche), im Mittelbereich Solitärbäume (zwei Linden, eine Traueresche), im Mittelbereich eine Baumreihe an der West-Seite (Bergahorn und Linde), im Südbereich an der West-Seite des Weges Solitärbäume (zwei Linden) und auf dem Anger ein Solitärbaum (Linde), am Süd-Ende auf der Ost-Seite ein Solitärbaum (Linde)
  - Wasserelemente: im Süden an der Ost-Seite ein Rest des ehemals durch den gesamten Anger verlaufenden Wassergrabens mit ehemaligem Teich (vergl.: Top. Karte 1939)
  - Landwirtschaftsnutzbau: Milchrampe aus Bruchsteinmauerwerk mit Treppe von drei Granitblockstufen (wieder errichtet)
  - Gedenkbaum: an der Ecke Seidenberger Straße und Posottendorfer Straße eine Friedenseiche (Roteiche) mit Gedenktafel aus Granit und folgender Inschrift: „Friedenseiche / gepflanzt / zur 25 jährigen Erinnerung / an die durch Kaiser Wilhelm I. / siegreich geführten Kriege / und die damit errungene / Einigung Deutschlands. / Den Gefallenen zum Gedächtnis / den Lebenden zur Erinnerung / den kommenden Geschlechtern / zur Nacheiferung. / 10. Mai 1896“, ein Metallschild mit Inschrift: „Restauriert anlässlich des 10. Jahrestages / der Deutschen Einheit / Stadt Görlitz 3. Oktober 2000“
3. ↑  Beschreibung des Gartendenkmals (Ragnhild Kober, 11. September 2008):
  - Geschichte: 1337 Kirche erstmals urkundlich erwähnt, Chorraum aus Sternrippengewölbe vermutlich Mitte des 15. Jahrhunderts, Kirchhofserweiterung nach Nordosten, dabei Abriss eines Teiles der Kirchhofmauer, Kirchhofmauer im Nordwesten bezeichnet mit 1856 (demnach Kirchhoferweiterung nach Norden 1856)
  - Gebäude: Aufbahrungshäuschen an der nördlichen Einfriedungsmauer
  - Einfriedung: im Südwesten alte Kirchhofmauer aus Bruchsteinmauerwerk, im Westen Einfriedungsmauer aus Bruchsteinmauerwerk, an der Nordwestecke zwei verputzte Mauerabschnitte mit Dachziegelabdeckung, an diesem westlichen Abschnitt außen eine Sandsteinplatte mit der Jahreszahl 1856, Nordwesttor mit zwei verputzten Torpfeilern mit Sandsteinabdecksteinen sowie zwei Torflügeln aus Metallkonstruktion, im Norden. Im Südwesten des Aufbahrungshäuschens ein Tor und eine Pforte mit drei Pfeilern aus Granit und zwei Torflügeln sowie einem Türflügel aus Holzlatten, die Mauer der Kirchhofserweiterung im Norden, Osten und Südosten aus Beton mit Betonabdecksteinen (zum Teil auch Dachziegelsteine).
  - Gehölze: im Westen vor dem Nordwesttor ein Torbaum (Eiche), 5 Linden im Nord-Bereich des Friedhofs, ein Solitärbaum (Linde) an der Südostecke des Aufbahrungshäuschens, ein Solitärbaum (Spitzahorn) im Nordwesten der Kirche
  - Grabanlagen: im Nordwesten der Kirche Grabanlage mit Einfriedung aus Sandsteinpfeilern mit Sandsteinabdeckung und Zaunfeldern aus Metallkonstruktion, Grabmal und Grabplatten
  - Grabanlagen: an der Ost-Mauer Grabanlagen mit Zäunen aus Metallkonstruktion
  - Grabmal: im Nordwesten der Kirche Grabmal aus Sandstein